# Hans-Walter Conrady
Hans-Walter Conrady (* 12. April 1909 in Hannover; † 26. März 1980 in Helmstedt) war ein deutscher Jurist und Kommunalpolitiker (SPD). Er war von 1951 bis 1974 Oberkreisdirektor des Landkreises Helmstedt.

## Leben
Hans-Walter Conrady wurde 1909 in Hannover geboren. Nach dem Abitur studierte er Rechtswissenschaft in Berlin und Freiburg. Er war Rechtsreferendar in Berlin, wo er 1932 die Erste und 1935 die Zweite Juristische Staatsprüfung ablegte. Im Jahr 1933 wurde er in Freiburg zum Dr. jur. promoviert. Conrady war von 1936 bis 1937 als juristischer Sachbearbeiter bei der Deutschen Bodenkultur AG in Berlin und von 1937 bis 1940 bei der Landwirtschaftlichen Kreditbank in Dresden tätig. Zur Zeit des Zweiten Weltkriegs war er Stabsintendant bei der Wehrmacht. Nach Kriegsende wurde der als politisch unbelastet geltende Conrady 1945 als juristischer Sachbearbeiter beim Landratsamt Helmstedt angestellt. Er wurde 1946 zum Regierungsrat und 1947 zum Kreisrat ernannt. Conrady wurde am 29. August 1951 zum Oberkreisdirektor des Landkreises Helmstedt gewählt und behielt dieses Amt nach seiner Wiederwahl 1963 bis zum Eintritt in den Ruhestand im April 1974 inne.
Conrady war in verschiedenen Nebenämtern aktiv und setzte sich besonders für die Förderung des Zonenrandgebietes ein. So war er Gründungsmitglied und von 1953 bis 1963 sowie 1970 bis 1974 Vorsitzender des Zonenrandausschusses der Bundesvereinigung der kommunalen Spitzenverbände. Er war ab 1963 Vizepräsident und von 1966 bis 1970 Präsident des Deutschen Landkreistages. Conrady wirkte bis 1963 als ehrenamtlicher Richter am Landessozialgericht und in den Jahren 1963 bis 1974 am Bundessozialgericht. Daneben war er Dozent der Verwaltungs- und Wirtschaftsakademie Braunschweig sowie Vorsitzender der Oberkreisdirektorenkonferenz im Verwaltungsbezirk Braunschweig. Weiterhin war er Mitglied der Niedersächsischen Studienkommission für Fragen der Erwachsenenbildung. Seine Mitgliedschaft in der Sachverständigenkommission für die Verwaltungs- und Gebietsreform in Niedersachsen, der sogenannten Weber-Kommission, ist insofern von Bedeutung, als er sich gegen die Bildung sogenannter Regionalkreise und für die Überschaubarkeit der Kreise einsetzte. So kam es nicht zur Bildung eines vorgeschlagenen Kreises Wolfsburg, was wahrscheinlich mit der Auflösung des Landkreises Helmstedt einhergegangen wäre.
Conrady wurde im Jahr 1970 mit dem Großen Verdienstkreuz des Verdienstordens der Bundesrepublik Deutschland geehrt. Er starb im März 1980 im Alter von 70 Jahren in Helmstedt.

## Schriften (Auswahl)
- Das Erfordernis der Unmittelbarkeit der Vermögensverschiebung in der Lehre von der ungerechtfertigten Bereicherung (gleichzeitig ein Beitrag zur Abgrenzung von „mittelbarer“ und „indirekter“ Bereicherung). Bartholdy & Klein, 1933.
- Das Interesse der Bürger an der kommunalen Gebiets- und Verwaltungsreform. In: Der Landkreis 43 (1973), S. 76–78.